# Luci Juli Cèsar (cònsol 90 aC)
Luci Juli Cèsar (en llatí Lucius Julius L. F. Sextus N. Caesar) va ser un magistrat romà del segle ii aC. Formava part de la gens Júlia, i era de la família dels Cèsar.
Va arribar a la màxima magistratura de cònsol l'any 90 aC juntament a Publi Rutili Llop quan va esclatar la guerra social. Va tenir com a legats en aquesta guerra a Sul·la, Cras, Publi Corneli Lèntul, Tit Didi i Marc Marcel. Al començament de la campanya va atacar als samnites, però va ser derrotat pel general Vetti Cató i va fugir a Esèrnia que llavors era lleial al govern de Roma. Va rebre reforços de gals i númides auxiliars i va iniciar altre cop l'ofensiva i va derrotar a l'enemic a Acerrae a la Campània, ciutat que els italians estaven assetjant. Aquí van desertar molts númides i com que sospitava de la seva lleialtat va enviar a la resta a Àfrica. Encoratjat per aquestes desercions, Papi Mutil, el general italià enemic, va atacar el campament de Cèsar, però va ser rebutjat i va perdre sis mil homes.
Aquesta victòria va causar gran alegria a Roma i els ciutadans van deixar de banda els vestits militars (saga) que havien portat des del començament de la guerra. Però la victòria no va ser seguida de resultats importants. Cèsar es va retirar immediatament d'Acerrae sense aconseguir aixecar el setge i mentre l'altre cònsol, Rutili Llop, va ser derrotat i mort en una batalla per Vetti Cató. Cèsar va tornar a intentar aixecar el setge d'Acerrae i va marxar altre cop cap a aquesta zona, però va ser derrotat amb fortes pèrdues per Mari Egnaci.
Aquestes derrotes, la por d'una guerra amb Mitridates VI Eupator i el perill de revolta dels seus aliats van aconsellar a Cèsar a promoure una llei que garantia la ciutadania romana als llatins i als aliats que havien restat fidels (Lex Julia de Civitate) amb un pacte pel qual la ciutat que no volgués la ciutadania hi podia renunciar, i podria segur com a estat federat.
L'any 89 aC es va prorrogar el seu comandament i va obtenir una gran victòria sobre l'enemic i va assetjar Asculum, davant la qual va morir de malaltia (segons Appià), però en realitat únicament es va haver de retirar per causa d'una malaltia, però no va morir. En el comandament el va substituir Gai Bebi.
Aquell mateix any va ser censor junt amb Publi Licini Cras i es va dedicar a imposar la seva pròpia llei i la que aquell any havien aprovat Marc Plauci Silvà i Gai Papiri Carbó que donava la ciutadania a tots els aliats italians (Lex Plautia Papiria). Els nous ciutadans van ser inclosos en vuit o deu tribus de nova creació que es van afegir a les 35 ja existents, i votaven després d'elles.
L'any 87 aC en esclatar la guerra civil, van ser morts per Fímbria, per ser opositors de Gai Mari i Luci Corneli Cinna.